# おざなりダンジョン
『おざなりダンジョン』は、こやま基夫の漫画作品およびこれを原作としたOVAである。本項ではシリーズ作品の『なりゆきダンジョン』『なおざりダンジョン』『おざなりダンジョンTactics』についても記述する。
SF調のファンタジー世界を舞台に、冒険者モカ・キリマン・ブルマンの3人組による活躍を描く。

## 概要
「月刊コミックNORA」（学習研究社、現・学研ホールディングス）において、1987年11月号に1話、1988年1月号に2話が掲載、1988年11月以降月刊連載となり、1996年11月号まで連載された。単行本の描き下ろしを含めて全99話（SD漫画除く）。単行本は全17巻。また、ビブロスから3～20、67～69話の内容と、描き下ろしのSD漫画を加えた復刻版の単行本が全3巻で発売。
その続編となる『なりゆきダンジョン』が『月刊コミックノーラ』1997年2月号より連載されるが、1998年9月号の休刊と共に終了。全20話。単行本は全3巻。
そして2004年に、『超人ロックSpecial』（ビブロス）のVol.11より、『おざなりダンジョン』より過去の話となる『なおざりダンジョン』の連載が開始され、2006年にVol.14の雑誌休刊と共に終了。この全4話の連載をまとめた全1巻の単行本が、ジャイブから発売された。その後、『月刊コミックラッシュ』（ジャイブ）に雑誌を移し、2006年6月号より連載が再開、2010年2月号まで連載された（この間、休載時に『おざなりダンジョンSpecial』も掲載された）。
2010年4月号より『なりゆきダンジョン』以降の話となる『おざなりダンジョンTACTICS』が連載開始された。
本作は『月刊コミックNORA』の最長連載作品であり、『マップス』（長谷川裕一）、『NERVOUS BREAKDOWN』（たがみよしひさ）とともに三大看板の一角をなしていた。
また、連載が開始された時期は日本でコンピュータRPGが急速に普及し始めた頃であり、ライトノベルなどでは「剣と魔法の世界」を題材とするものが多くなっていたが、本作は日本の漫画作品におけるそのような傾向の草分けとも言える。ファンタジー小説に近い内容であれば少女漫画で既に確立された作品があったが、アクション性の強い本作品はずっとライトノベル的、あるいはアニメ的であった。また、連載当初はウィザードリィなどの影響が顕著に見られた。

## あらすじ
戦士のモカ、盗賊のブルマン、魔法使いのキリマンの3人が世界を股にかけて繰り広げる冒険が描かれている。主人公らの珍道中物語では在るものの、その背景にはシリアスな展開も含まれる。
- 『おざなりダンジョン』は、最初はいきあたりばったりにダンジョン等を冒険していたが、途中から剣に変化したアストラルのエスプリも加わり、ゴンドワナ大陸を舞台に世界の不思議にかかわる冒険を気が付かないうちにしていくこととなる。冒険の中で度々ロゴスと対峙することになり、次第にギルドやリザードマンが住むジオ・サウルス帝国、人類を見守る存在であるマジック・アカデミーといった多くの世界を巻き込んだ、真竜を巡る戦いに身を投じていく。

- 『なりゆきダンジョン』は、グレート・ソウルから渡された「ロゴスの牙」を携え、3人が『おざなりダンジョン』の事件により出現したローレシア大陸を舞台に冒険する物語。ローレシア大陸に辿り着いた3人は、そこで文明を作り出す子どもたちに出会い、戦っていく。その中で、過去に飛ばされてしまったアベルと再会を果たす事になる。

- 『なおざりダンジョン』はゴンドワナ大陸を舞台とした『おざなりダンジョン』よりも前の話で、3人が出会った頃を描いた物語。偶然3人が参加したギルドの人員募集の試験で、ドラコニア帝国との事件が起こり、3人が事件の解決に乗り出す。

- 『おざなりダンジョンTACTICS』は『なりゆき』から3年、ゴンドワナ大陸とローレシア大陸との間に戦争が勃発。二つの勢力の対立が深まる中、第三勢力｢バンデット・カフェ｣として活動するモカたちの姿があった。

## 登場人物

### 主人公
モカ
戦士の少女。関西弁で喋る。楽天的で喧嘩には滅法強く、子供の頃、伝説的な狂戦士（バーサーカー）サルバドルによって育てられた過去を持つ。思考するという作業が苦手で、複雑な問題に直面すると力で強引に解決するという短絡な手段を好むが、本質を直感的に察する鋭さも併せ持つので、結果的に良い方向に転がってゆく事が多い。戦闘に際しては、時にブルマン以上の洞察力を発揮する事もある。回を重ねるごとに粗暴な面がエスカレートして行き、容姿も中性的になっていった。
粗野、粗暴な描写が多いが、戦争や殺害を嫌い、食事を目的とする狩猟以外では人間、モンスターを問わず他者の命を奪う行為を極力避ける傾向がある。また動きやすさを重視してか、元々露出度の高いコスチュームを着用しているのだが、全裸姿を見られることなどには抵抗があるらしい。女性らしい服装は自分には似合わないと感じているものの、それに興味を示す場面なども見受けられる。
「TACTICS」ではゴンドワナ、ローレシア間で起きた戦争の一端を担っているらしく第三勢力「バンデット・カフェ」のリーダーとして《可能な限り被害を出さずに痛み分けさせる》ことを目的として行動している。
ブルマン（ブルー・マンジェロ）
盗賊、男性。種族は Nekomatango （獣人、小柄な猫人種）。優れた頭脳と高い技術力を持つ盗賊で、大盗賊ネロとも互角以上に渡り合うことができるものの、謙虚な性格の為に目立たない。慎重な性格ゆえに、モカのお守り役に回ることが多い「パーティーの良識」。『なおざり』から『おざなり』初期では自己中心的な性格も見られたが、その役割が固定されていくにしたがって丸くなり落ち着いていった。ただし、余計な一言を言ってはモカに殴られるのも彼の役目。盗賊業以外にも機械いじりを得意とし、ギルドではよくモローの助手をしている。
「TACTICS」ではバンデット・カフェ作戦部門の責任者として作戦の立案を担当している。
キリマン（キリー・マウンテン）
魔法使い、性別不詳。種族は犬のようなカンガルーのような Inumoarukeba 。普段はまったくと言っていいほど言葉を発さず、そのため、会話は主に手持ちの板に文字を書く事で行う。
無口な上にいつもボーっとしているため、何を考えているのか非常にわかりづらい。加えて「誰とでも（モンスターやアンデッドが相手でも）友達になれる」という意味不明な特技を持つ。しかしその魔法の腕と咄嗟の機転で、度々周囲を驚かせることがあるが、普段が普段だけに怪現象扱いされることも多い。
キリマンという名前は、モカが呼びやすいように勝手に付けた名前であるが、本人は別に嫌がってはおらず、むしろ気に入っているようである。本名はダンブルウィード。かつて、伝説の魔導士であるヴァヴァラウドの弟子だった過去を持つ。彼が無口な理由はここにあり、禁呪を口にする事を懸念し、言葉を発しないよう自らに制約を課している。
「TACTICS」ではバンデット・カフェ魔法部門の責任者だが、つかみ所のない性格は相変わらず。

### マジック・アカデミー
グレート・ソウル
マジック・アカデミーを統べる存在で、アストラルを生み出す昇華の儀式を行う事ができる。星に宿る生命の、世界を破壊する真竜に対して向けられた小さな意識が同化することによって生まれた精霊。そのため誕生した当初はただひたすら「真竜を滅ぼす事」のみに囚われていたが、過去に現われたモカとエスプリの加えた一撃によって「自我」に目覚めた。
元が植物であるためか、人間形態を取るときは中性的な存在として具現する。魔力（マナ）を正しく扱うために、マジック・アカデミーを創った。アストラルへの昇華を拒んだ唯一の人間であるヨナに対し、特別な関心を抱いている。しかしエルザら一部の者達には“能力があるのになにもしない”等と日和見な態度を好ましく思われていないような場面も見受けられる。
エスプリ
アストラル。マジック・アカデミーが下した人類を粛正するという決定の是非を調査するために地上に来たが、そこでモカの存在に惹かれ、人間を知るためにモカの剣に姿を変え共に冒険することになる。モカには正体を明かさずにいるが、実際のところは概ねばれているし、エスプリ自身もそれを理解している。度々ロゴス達と衝突することになる。初期は剣として戦うのに慣れていないためか、剣を打ち合わせた際に痛がっていた。
過去の世界で無差別破壊を始めたロゴスを止めるべく、グレートソウルのマナを吸収して戦い、モカと共に撃破するがロゴスの崩壊に巻き込まれて行方不明となる（「モカを過去から召喚したアベルの世界」ではこの時にモカも死亡した）。
長らく行方不明であったが「TACTICS」でバンデット・カフェの高速戦艦エスプレッソの中枢コア内部で眠っていた事が明らかとなった。
ロゴス
真竜にしてアストラル。一度マジック・アカデミーに関係したものの、離反して敵対するアストラルとなったが、ナーガと出会うことで自らが真竜であることに目覚める。そして真竜という種族が絶滅しようとしている事に疑問を抱き、種を絶やさぬために行動を起こす。本来は禍々しい巨大な黒竜だが、自らの力によって普段は青年の姿をしている。破壊神の異名をとる。2人のイニシエート、エトス、パトスを従えている。
真竜の血族として生まれたアベルを狙い、ナーガ、モカ、エスプリまで巻き込んで過去のローレシア大陸へ跳んだ際に、真竜という種族が滅亡した真相を知る。その事実に納得がいかずに無差別破壊をはじめてモカ、エスプリと戦い敗れる。その身が崩壊する際にモカと共に時空転送した彼の牙はグレートソウルによって加工されて、モカの新たな愛剣「ロゴスの牙」となる。
ラプラス
数十年ぶりに生まれた新たなアストラル。人間だった頃の名は「予言者ラル」。優れた水使いの魔道士で自らの予知に従い使命を果たすべく理力の塔に向かう途中でモカたちと道連れになる。
集って来た魔道士の中では冷静な人物で、生前のエスプリに似ていると危険視されロゴスによって異空間に幽閉される。資格に満たない魔道士たちを強制的にアストラル化しようとするロゴスに立ち向かい倒れるが死する寸前にグレートソウルの手でアストラルに昇華した。
自身の予知を変えた（彼の予知では自分は死ぬ筈だった）モカの「イレギュラー」を認め重要視している。

### 理力の塔
白のマスター
理力の塔を守護するダンジョン・マスター。姿格好はてるてる坊主のようでまるで威厳がなく、部下から地位だけはある無能人扱いされることもあるものの、実際にはかなりの力を持つ魔道士である。理力の塔を黒のマスターに奪われた際、モカたちを雇って塔を取り戻した。白竜ナーガを人間の姿に変えて一緒に暮らし、間に一子をもうける。腕の立つ忍者を多数従えている。
ナーガ
真竜。本来は白竜の姿をしているが、人間として生きることを望み、白のマスターに力を与える代わりに人間の女性に姿を変えて貰い、理力の塔で白のマスターと共に暮らしている。当初は約束を破って封印を解いた時には喰ってしまう、という契約だったらしいが、愛情が芽生えたのか自ら破棄。人間としての名前は「奥さん」と呼ばれるのみ。らくがきのような顔をした夫を美形と思っており、独特の審美眼を持つ。たおやかな容姿の美人で、上品で思いやりもあるため白のマスターの部下の忍者達から強く慕われている。彼らは主に彼女 (?) のために働いていると言っても過言ではない。子を宿した事を知ったとき、モカに名付け親になってもらうよう依頼する。モカや赤ん坊のアベルを守る為にグレートソウルが生まれた過去に彼女らと共に送られ、ロゴスのやつあたり攻撃から最後まで生き残っていた街を守っていた。
「なりゆき」及び「TACTICS」ではローレシアの守護神的な扱いになっており、彼女の遺した力の一部は「ナーガシールド」と呼ばれ、モカに受け継がれた。ナーガ自身はタイムパラドックスを防ぐ為とifの存在とは言え息子・アベルを亡くしたショックからローレシアの中枢ライノゲアの内部に引きこもっている。
アベル
白のマスターとナーガの間に生まれた子供。外見は母親似のやさしげな少年で、父のらくがきのような容姿の面影は見られない。モカが咄嗟に思いついた、カインの死別した兄の名を取って名付けられる。真竜の力と人の生命力を併せ持ち、グレート・ソウルを倒すことのできる存在として、ロゴスに狙われる。モカ、ナーガと共に過去へ送られてしまうが、モカの尽力によってモカと共に自らを追って来た母と過ごす事ができた恩返しとして過去で死亡する筈だったモカを現在に召喚する儀式を行い、その結果として起きたタイムパラドックスで消え去った（正確には別の時間枝に分離した）。
その後「なりゆき」ではローレシア大陸に姿を見せることになる。なお、ローレシアに現れた彼はナーガが過去のロゴスとモカの戦いにおいて死亡、もしくはそれ以後に寿命による死etcを迎えた為に生まれたif（いくつかある未来の可能性の一つ）の存在である為に、本来ならば名付け親であるモカに対して「何故母を見捨てたのか？」と問う場面も。現在ローレシア大陸で神として様々な「独立した文明」を生み出しては試行の錯誤や淘汰を繰り返している。
「TACTICS」おいては最終的にモカたちとの戦いに敗れる。彼のやった行いはアベルの神偽と呼ばれ、ローレシア共同体発足のきっかけとなり機密兵器「断絶弾頭」の原型となった。
ラストでは時間逆行したモカの行動を認め、サルバドルとエルザに古代器との契約に代わるモノとして「真竜の紋章」を与えた。
忍者軍団
理力の塔の防備を受け持つ者たち。塔が乗っ取られた際には黒のマスターに従っていた。
「奥さま」こと、ナーガ至上主義の能天気な連中でモカには敵わないが、忍者としての技量は超一流。

### ギルド
ヨナ
ギルド・マスターの老婆。かつて「プランナー」の異名を持ち、王のいない国を創る事を目指して、各国の軍師として働き資金を稼いでいた。周囲からの評価は「喰えない婆さん」。
優れた洞察力と思考力を持ちながらも、自身の目的に添わないと知るや呆気なくアストラルへの昇華を拒み、マジック・アカデミーの技術を地上へもたらす。しかし結果は自分が絶対権力者となっただけであり、このことはあまり快く思っておらず、モカたちを見て昔を回想することもある。
エルザの育ての母であり、サルバドルの義娘であるモカに興味を抱く。モカとカインの恋の行方をしきりに気にしている（というか目論んでいる）。
「TACTICS」にて、寿命を迎えたことが判明している。エルザ曰く「ギルドやエルザ自身の将来よりもモカの身を思案していたように思う」とのこと。実はいまわの際にグレート・ソウルによってアストラル・イデアに転生しているが、他のアストラルと違い「人としての記憶をそのまま遺している」。
現在は若き日の姿を取りながらモカたちバンデット・カフェの行動を見守る。「自分は既に現世の存在ではない」とうそぶきつつ、あれこれちょっかいを掛けている。
エルザ
サルバドルの実の娘であり、ヨナによって育てられた。モカにサルバドルとの繋がりがある事を知り、モカに対して関心を持つ。アストラルが度々起こす事件に関わることで、マジック・アカデミーに対して不信感を抱くようになる。
制服の下に着用している機械が原因でいかり肩で体格がいいように見えるため、当初多くの読者に男性と勘違いされ、後に露出度が高くなっていった。
「TACTICS」ではヨナの死に伴い、ギルド総帥の後継者として最前線で指揮を取っている。
サルバドル
モカの育ての親であり、エルザの実父。大剣「ケッアルカトル」を持ち、かつてギルド最強の戦士を誇っていた。しかし剣の道を極めるためにギルド後継者の立場を捨て、エルザをヨナに預けて旅立ったことが、ヨナの怒りを買うことになる。
一人で一国を滅ぼすほどの力を持つ最強の戦士だったが、旅の果てに死亡。一般には「行方不明」となっている。蛮族の王とも称され、その名は大陸中に知れ渡っているため、しばしばその名を騙る不心得者も現れる。
ファルコ
天虹の城の騎士。「白銀の鷹」の異名を持ち、ギルドでは創設祭における白騎士として知られている。ギルド三銃士の一人。剣をとればモカと互角の腕を持つが、モカとは対照的に騎士道を重んじる生真面目な性格。亡き親友の忍者トビ・カトウの娘、トビ・アズサとは恋仲。堅物なので寝床で襲ってくれるのを待つアズサの大胆な行動には取り合わなかったが、「TACTICS」ではアズサと正式に結婚し、一子トビ・ワタルをもうけた後、バンデット・カフェに参加している。
キートン
ギルドにおける最高剣士「ソード・バスター」の称号を持つ。その称号の示す通り随一の剣の腕を持ち、モカすら手玉にとる。ギルド三銃士の一人。
常にとぼけた無表情な顔で奇行を繰り返し、物語の進行を散々混乱させる怪人物。傍からは何を考えているのか分からないが、その実計算ずくで他の誰よりも事態の行く末を見通しているということもある。よく似た性格のキリマンとは波長が合う。
かつてサルバドルに挑み、敗れた過去を持つ。その際に胸元につけられた大きな傷跡は、現在はベルトで隠している。また初めて剣を交えた際、幼少の頃のモカを目撃している。
38歳時点で独身。かつてはふさふさなアフロのような髪をしていたが、現在はスキンヘッドである（剃っているのかただ単にはげたのかは不明）。
その名前はアメリカの喜劇王に由来していることが単行本にて明かされている。
カイン
イシュライ公国アサシン侯爵の息子。ギルド三銃士の一人。病床の父親に成り代わり黒騎士としてギルドを訪ねた折、モカに剣の稽古をつけられ、それ以来モカに惚れ込んでしまう。詩と唄を好み、意志が弱く軟弱な性格。モカの事となると一途だが、それだけに突飛な行動をしてしまう。アベルという名の双子の兄がいたが、幼少期に死別している。
モロー
マッドサイエンティスト的な発明家で、既存の魔法機関を否定し、独自の純粋な機械装置を開発しようとしている。そのためなら人体実験すら厭わない「アブナイ」人。ヨナの古くからの知り合いで、茶のみ友達でもある。ギルド本部で怪しい発明や機械的労働力を目指したグランダ（大抵は爆発する）の開発に勤しんでいるが、周囲からはあまり理解されておらず、拷問係・資材浪費者扱いされては憤慨している。
「TACTICS」でもギルドの技術主任を務めるが、転生したヨナに接触し度々情報提供を受ける。しかし腹芸は下手なので会う度に「自分から頼んで」暗示を受け、「転生したヨナと再会した」という記憶のみを消去してもらっている。
ゾルゲ
ギルドの魔法部門トップである魔法総長。魔法至上主義といった人物で、科学を主体とするモローとは仲が悪い。自分たちが作り上げた魔法機関を機械等の動力源として実用化したモローの功績も認めてはいるが、互いに主張することは相容れず「魔法オタク」「メカフェチ」と罵り合っている。
コープス
ギルドの幹部の一人でこのコミックの登場人物では比較的常識人。ゴーグルをかけた細面のスキンヘッドが印象的なヨナの側近の一人。外部組織との折衝、実働部隊の指揮など手広く諸事を任される冷静冷徹な人物であるが、モカたちの奇想天外な行動に大慌てする姿も見られる。
当初は三つ目のゴーグルをかけた姿で描写されたが、これは『おざなりダンジョン』後期や、『なおざりダンジョン』で再登場した際には通常の二つ目に変更された。
ジェパード
ギルドの戦士。元はドラコニア帝国の騎士で「力のジェパード」の異名を取っていた。ギルド選抜試験のときに出会ったモカにいち早く目をつけていたが、ギルドの倉庫から財宝を盗み出されるなど、被害者的な立場になることが多い。
ドラコニア帝国時代に埋め込まれたオーガシードが延びてくるため、定期的に削り取っている。
グリッド
ギルドに所属するトラップメーカー。ギルド選抜試験会場「エセジアム」の管理者で、自分の作成・配置したトラップに引っかかった受験者があげる悲鳴が大好きというサディストな一面を持つが、どうやらこれは彼なりの愛情らしい。
かつてキートンに自分の仕掛けたトラップの全てを突破されたことがあり、それが半ばトラウマとなっている。
エスパニオ
ギルド査察官「真実のエスパニオ」。自身が「酒に酔っている」「嘘をついていない」の2点を満たしているときに限り、相手の嘘を見抜くことができる能力を持つ。
リーファイ
エスパニオの副官、嘘のつけないエスパニオに代わり交渉を担当。エスパニオに対しては嘘が通用しないことから、おべっかを一切使わず歯に衣着せぬ物言いをする。

### ジオ・サウルス
モルガーナ
その高い実力と才能から、皇帝から竜騎士の称号を授かっているジオ・サウルス軍の戦士。その正体は赤ん坊の頃に身寄りを失った人間の女性であり、ジオ・サウルス兵らに殺されかけたところをブラフマーに救われ、彼の義娘として生きてきた。サバト軍の部下に当たるが、サバトを無能と評し軽蔑している。
ブラフマーからは愛情を一心に持って育てられており、ブラフマーを父親として心から慕っている。だが、それと同時に、他の五賢者の面々からは、リザードマンの中、ただ一人の人間として疎まれており、疎外感、孤独感を抱き葛藤し続けてきた。
ブラフマー
ジオ・サウルスの学者。通称「五賢者」と呼ばれる、皇帝の御意見番の1人。血の気が多い同国内では数少ない穏健派で、戦火の必要以上の拡大に憂いを感じている。愛する義娘であるモルガーナが軍人として殺生に関わっている事にも悩みを抱えている模様。
本来、リザードマンという種族は冷血な性分であるようだが、彼は前述通りの性格である。キメラからはモルガーナに対する情がそうさせているのではないかと指摘されたが、本人はあわてた様子で否定している。
バルバロト
ジオ・サウルス皇帝。
ロゴスをリザードマン一族の神と信じ込み、傀儡として利用されてしまう事に。後に寿命を迎え、死の淵をさまよう中でもロゴスの策謀を真に受け、ジオ・サウルスの未来を揺るがしかねない遺言を残し、その生涯に幕を閉じた。
サバト
ジオ・サウルス軍将軍。戦好きで、隙あらば皇帝の命を曲解してまで、積極的に他国に戦争を仕掛けるほど。
五賢者の中で自らが最も実力を持っていると自負。次期皇帝の座を狙い、バルバロトの死を心待ちにしていた。しかし新皇帝がモルガーナとなってしまったことで、自らが新たな皇帝となるべく半ば暴走気味にクーデターを発足する。
キメラ
軍事用の兵器としてリザードマンを人工交配させていた科学者。
産卵性のリザードマンに対し、胎生性である人類が持つ「愛情」という感性に否定的な考えを持っている。彼の人工交配への執着は、そういった情を廃し、よりよい子孫を残そうという主張からきたものである。
ブラフマーからはそれを「本来の種の営みからはずれている」と指摘されるが、あくまで自身の理念を貫いていた。だが、未完成といえる戦闘種の暴走をきっかけに、自らの研究の危険性や命の重みを改めて考えることにした。
チャクラ
主に諜報活動を束ねている五賢者の一人。
当初はサバト同様、血の気が多い面が見られたが、最期には権力に固執するサバトを見限り他の賢者達と共に危険な現状の打破に尽力することに。と言っても、そのために数万の兵を犠牲にしようとする事も厭わない残虐性も持つ。

### バーバリアン13（サーティーン）
サルバドルが勇猛な13の部族を併合し、自身の後継者になりえる優れた能力を持つ子供らを選び出し、試練を与えられたとされる「サルバドルの子供たち」。以下、12名にモカを含めた13名から成り、各自、自身の突出した能力を由来とする肩書きを持つ。モカの肩書きは「剣魔のモカ」（本人はそれを気に入っていない模様）。当初は彼らの幼少時代、「東の7人」（ポー、トーシュカ、クロムコア、ヒズナ、リバンズ、オンキ、エニグマ）と「西の7人」（モカ、ワムハム、ブラクロ、シャーウッド、ウォール、ボルカ、マドロ）を戦わせ「バーバリアン7」を選出する予定だった。
ワムハム
「獣拳のワムハム」。ワガ族出身の半獣人。猫科の動物のような腕で攻撃する。短絡的かつ好戦的な思考の持ち主で、モカには幼少期からライバル心を抱いていた模様。成人に近付いたワガ族特有の能力として、過剰な身体的ダメージを被ることでワータイガーへと変身。その戦闘能力を飛躍的に上昇させる。
ウォール
「絶壁のウォール」。ガゴ族出身。国境蟲（ウォールウォーム）を操る能力を持つ。ブラクロやリバンズと並んで、体を自在に変化させることができる。
オンキ
「呪符士オンキ」。呪符を用いたさまざまな術を使う。作中では主に転送系の術を使用した。
クロムコア
「鉄心クロムコア」。パワーと重装甲を誇る。ワムハム同様、モカにライバル心を抱いている。自ら高速回転する轟天輪界なる技があるが、回転の軸が相手に向いているためそこを付かれてしまった。
シャーウッド
「妖弓のシャーウッド」。百種の矢を放つ能力を持つ。その矢はボルカの髪の毛で作られており、コンビを組めば無限にそれを放てるが、逆に言えばボルカがいなければ弾切れを起こしてしまうのが難点。マドロの夢の中でモカと交戦中、集中力を欠きながらも、同時に現実世界でジェパードと互角以上に渡り合う実力の持ち主。
トーシュカ
「緑風のトーシュカ」。他者を回復させる能力、植物を扇動し操る力を持つ。
バーバリアン13随一の知性派で、自身の目的の為には仲間を犠牲にすることも厭わない。その口調はかなり独特なもので、状況に応じた単語を2，3ほど簡潔に並べ意思疎通を図る。
ヒズナ
「大空扇ヒズナ」。飛翔能力を持ち、また無数の鳥を自在に操る事が出来る。鳥目が弱点。
ブラクロ
「影殺のブラクロ」。影に潜んで対象を操る能力を持つ。ブラクロの潜んだ影は濃淡が変化しないという特徴を持つ。
ポー
「不在者ポー」。瞬間移動能力、索敵能力を持つ。斥候やスパイ活動が主な任務。常に飄々とした態度を取っており、モカからは「いつもそこにいるが、ここにはいない『不在者』」と評されている。モカをサルバドルの後継者として高く評価している。
鏡の多面体に囲まれると自分の位置を把握できなくなり、その能力を封じられてしまう。
ボルカ
「毛獣ボルカ」。体毛を伸ばして自在に操る能力を持つ。シャーウッドと行動を共にしている。無口な上、表情が長い毛で隠れてしまっているため何を考えているのか分かりづらいが、髪の臭いをネタにされた際に香水を使用するなど、その実デリケートな面が窺える。
マドロ
「眠塊のマドロ」。精神を侵略し、夢や幻覚を見せる能力を持つ。また、夢の中で複数の人格を融合する術も使用出来る。ただし幻覚攻撃は心を持たない者（傀儡やゴーレム等）には効果が無く、オーガシードによって膨大な数の共有意識を持ったドラコニア兵達には、その能力を看破されてしまっていた。
リバンズ
「変幻のリバンズ」。ヌロ族出身。体の一部を伸縮させたり、斧などの武器に変化させることが出来る。また他者に完璧に変装することもでき、その伸縮自在な体で仲間を包み込んだまま移動するといった芸当も可能。
トーシュカに次ぐ知性派だが、浮世離れした彼女と違ってやや感情的な性格。劇中では展開上、モカのツッコミ役な場面がよく見られた。
エニグマ
「東の7人目」と思われていたが、正体はサルバドルが試練に使用していた古代器。過去の生物の屍から能力までコピーできる。

### バンデット・カフェ
ガングレーゾ
艦隊船部門。バンデット・カフェが誇る高速戦艦エスプレッソの艦長。元はゴンドワナ東岸でブイブイ言わせた海賊。
アルティマ
科学・経理部門。モローの弟子でもあるが専門は経理で使用する技術や戦略とそれに伴うコストをキッチリと判断するタイプ。
オウガイ
調理部門。カフェ内の食事を取り仕切る老人。元はある国で名を馳せた将軍だったが現在はコック。武術の腕は健在でモカは摘み食いがてら稽古をつけてもらっている。
ドク・ハウンド
医療部門。
ザプリカ
戦略部門。リザードマンで影縫衆出身の忍者。他者の影に潜り込み操る術を使う。
ナクク、ユーフリ、ムンスク
自称・キンダーウィザーズ。魔法部門に属し、キリマンを師匠と仰ぐ3人の子供たち。魔法の腕前はまだまだ未熟だが好奇心と向上心は高い。
ナスカ
元ローレシア軍に所属していた少女。「なりゆき」でモカたちの影響を受けた国「ユグドラント」出身で自然回帰派のエージェントとして活動し、ローレシアの新兵器《断絶弾頭》をモカたちに渡す為に自らボムアバターとなってゴンドワナにやってきた。

### その他
ネロ
獣人族の大盗賊。「生きている伝説」とも呼ばれ、特にダンジョンにおけるトラップ構築の腕は、冒険者達の間でそれに触れることはタブーとされているほど。プライドが高く冷酷な一面もある一方、義理には厚い一面もある。盗賊と呼ばれることを生業とする人間にとってはほぼ絶対の存在である彼だが、駆け出しの頃に生涯の負い目となる事件があった。
TACTICSではバンデット･カフェの諜報員としてローレシアに侵入。囚われるが収監された収容所で死亡を偽装した上で手掛かりを残し、さらなる諜報活動を続ける。獣人のため分かりにくいが、結構年はいっており、ニナという娘もいる（ネロ自身はブルマンに任せるつもり）。
ゲドリアン
元ギルドの暗殺集団の首領。暗殺を芸術と考える。暗殺が恐怖政治に利用されるようになったためにギルドから追放されたが、裏社会で暗殺を続けていた。サーカスを隠れ蓑にしている。
ジト
象のパオを養うためにサーカスで働く少年。
シルカ
科学者でネロの友人だった。古代人アムール人が作った魔力を強化する作用がある薬【魔薬】を研究し、完璧なる魔薬を作り出したマッドサイエンティスト。
ヴァヴァラウド
ギルド黎明期における47賢者の一人。名魔道士として多くの弟子を抱えていた。キリマン（ダンブルウィード）もその一人であったが、破門されている。しかしマジックアカデミーの不死の技法に取り憑かれてしまい、それを編み出すために当時の弟子を全て殺してしまった。世界を作り替える魔法「ブラフマーブロス」に関与した事が罪に問われ、自身が設計したギルドの魔戒牢に幽閉されている。
コルトバ
マナ鉱石の独占を目論むフォクスターに雇われたガンマン。魔導ガンを使い、一流の腕と冷静な判断力を合わせ持つ凄腕。善人では無いが決して悪人というわけでもなくプロに徹しているため仕事に余計な感情は持ち込まない、良くも悪くもプロフェッショナル。ただし欲望には忠実でフォクスターを利用して魔導ガンの弾を大量に獲得しようとしている。
タニア
ドラコニア帝国の獣人女性騎士。「技のタニア」の異名を持ち、二振りの剣を用いる。ドラコニア帝国が鬼(オーガ)族に占領された際、皇帝にされたアルマを守るためにオーガシードを受け入れ、獣鬼人となる。アルマの恋人。
アルマ
ドラコニア帝国の獣人騎士。『知のアルマ』の異名を持ち、騎士であると同時に魔道師でもある。ドラコニア帝国が鬼(オーガ)族に占領された際、同胞を救うためにその政治力を捧げ、獣鬼人となってゴーレムに組み込まれ、ゲドン皇帝にされていた。タニアとは恋人同士である。
ゲドン
ドラコニア帝国の皇帝。本来国をもてない鬼（オーガ）族に国を持たせたという事で強い求心力をもっていたが、実際にはボリスカに作られたゴーレムだった。
ボリスカ
ドラコニア帝国の皇室従士長。鬼族でありながら頭が良く、オーガシードの開発者であり、エンペラー・ゲドンの製作者でもある。「鬼族に政治ができないのなら他の種族にやらせればいい」と考えてアルマを操りゲドン皇帝に仕立て上げた張本人。最後はそんな考えに鬼族の誇りなどないとガノスの怒りに角を叩き折られた。
ガノス
ドラコニア帝国の武人。皇帝が傀儡ということを知らなかった。
エボ
キメラ。タイプアンノウンと呼ばれる禁種のキメラで、見たものを模倣して進化していく能力を持つ。筋力増幅型・飛行型・はてはモカの腕に装着して剣になったり、モカ自身の鎧になったりする。生まれて最初に見たモカに非常になついている。
ゾンザイク
軍事国家ボワの総統、狂人のランクで言えばチャンピオンクラスで、自分の精神に複数の人格が入っても平気だが、サルバドルに対してはトラウマをもっている。

### ローレシア大陸
イド、ウルガルド、トキメキア、ミアータ
アベルの元にいる4人の支配者。ローレシア大陸における文明を作り出している。自ら「神」を名乗り真竜の末裔を称するが、最終的にはアベルと共にモカたちに敗れ去った。

## 用語
ギルド
『おざなりダンジョン』／『なおざりダンジョン』の舞台となるゴンドワナ大陸の人間の領域で絶大な権力を誇る職能組合。要人警護や小競り合い程度の解決に数人単位のパーティーを派遣する便利屋的な存在である一方、国家に対してフリーランスの傭兵を提供するなどしており、支払った賃金に見合った働きをする事で知られている。ゴンドワナ大陸では最も近代的に栄えている「ギルド・シティ」に本拠を構え、マナを動力とする機械文明も発達している。
ギルドシティおよび点在する直轄領を持ち、他の国家と対等以上の交渉（内容は国家間の外交そのものである）を行う実態は、ギルドマスターであるヨナを頂点とする独立主権国家そのものであり、しかも周辺国を従えるほどの強大な存在である。この形態は前述の通り、創設者であるギルドマスター・ヨナの理想とは一番かけ離れたものというのが実状である。
ギルドシティ
ギルド本部が置かれている直轄都市。ギルドメンバーなら衣食住に関しては保証されており、装備品もギルドランクに応じて無償で提供を受けることができる。組織内のガス抜きも兼ねて月に一度はなにがしかの「決闘/対決イベント」が行われている。
バンデット・カフェ
ゴンドワナ・ローレシア間で起きた戦争に対して、活動を開始した第三勢力。ゴンドワナのみならずローレシア側の人材も参加しており侮れない力を持つ。
おもな構成メンバーは先代ギルドマスター・ヨナの人脈が元になっており、直接の知り合いのみならず、その子孫に受け継がれた魔法具「ヨナのアルカナ」によって集結した。
アストラル
マジックアカデミーに在籍する者の肉体になる物。マナを基盤に精神的な力によって存在しており、頭部の球体以外は高い防御力を持つ。普段は人に近い形態であるものの、どちらかというと「中身の無い鎧」に酷似している。自在に姿を変え、陸海空を自由に移動でき、強力な魔法の力を有する。しかしマジックアカデミー以外では人間の姿に化けたり、または外部との接触を避けようとする事から、その実態を知るものは極めて少ない。
数十年に一度グレートソウルの名の許に有資格者を選定し、新たなアストラルを生み出す「昇華の儀」が執り行われる。
イニシエート
ロゴスの力によって変化した魔道士の肉体で、アストラルに酷似するが黒い（アストラルは白い）。戦闘に特化した力を持つため、2人分のイニシエーションが合体する事で2乗の力を発揮するとされるが、ロゴスにより力を制限されているためか、アストラルのエスプリは「絶対倒せない」という。
ノスタルジア
TACTICSで登場したアストラルの上位体。グレートソウルが誕生する以前の「創造主」の記憶が具現化したもの。
真竜
創世の時代に世界を形作ったとされる、ある意味では全てを創造した創世神ともいえる巨大な竜（姿は龍の方に近い）。恐竜種族の末裔は、これを神と崇めている。大陸すら引き裂く強大な力を持つが、創世を終え役割を遂げた後無為に過ぎる永遠の命に苦痛を覚えており、自ら滅びを望んだ。種としての寿命はとっくに迎えており、作中ではロゴスとナーガ、ナーガの子である新しい真竜アベルを除いて全て滅びている。
ロゴスの牙
真竜の牙から作られた魔剣。過去の世界からモカを召喚転送した際に巻き込まれた真竜・ロゴスの牙をグレート・ソウルが加工した。マナを吸収・変換する特性がある。使い手の意志に応じて大きさ・形状が自在に変化し、武器のみならず乗り物にもなる。
ローレシア共同体
真竜の子・アベルによる文明断絶「アベルの神偽」を経て誕生した連合国家でゴンドワナのギルド連合との戦争に突入する。前線での戦闘は人間の意識を転送した義体「アバター」で構成されており、人的損害はほとんどない。中枢たるライノゲアはアバターを通して首脳部を始めとした無数の意志を連結した集合意識となっている。
アバター
ローレシア共同体で運用されている遠隔操作型の義体。操作中本体は眠っている。通信が届く場所ならそこにある資材で専用のアバターを組み上げて運用可能。ローラシアの収容所では本体を凍結処理され、2人一組で身体半分ずつのアバターを与えられて生活している。
断絶弾頭
ローレシア共同体の開発した兵器。使用されると影響範囲内にいるものは自分以外の他人を認識できなくなり、相手を化物と判断して同士討ちを始める。
シーモンキー
水棲人であまり地上には干渉しない種族。深海域を生活圏としているため、地上人との接点も少ない。かつては高度な文明を持っていたが、作中の時代ではやや後退している。
マナ
魔法のエネルギー源となる存在で、普通は（ゴンドワナ大陸では）大気中に空気と同じように存在している。一般の人間はそれを知覚する事が出来ず、高度な魔術師のみが可能である。ローレシア大陸では、鉱石や木の実、液体といった形に姿を変えていた。
魔法機関
マナの持つエネルギーを物理的かつ連続的な動力として取り出す装置。大量の「マナ」を「炉」の中に封じ込めている。魔術師によって数世紀かけて開発され、モローによって機械類の動力機関として実用化された。ギルドの絶対的な力な根源のひとつとなっている。しかし、「マナ」を封じるには高度な魔術師の能力を必要とし、我々の現実世界の機械文明ほど一般には普及させる事が出来ない。そのことを開発者自身のモローは疎ましく思っている。
グランダ
モローによって開発された、「マナ」を一切必要としない純科学（化学・物理学）によって設計された試作作業用ロボット。蒸気機関や内燃機関を用いており、現実世界の機械に近いのはこちら。モローのヒラメキによって開発されている部分が大きく、初期は年中爆発・大破しモローの低評価される一因となっている。急場しのぎにモカを動力源とした人力式を開発していたが、第1作末期には実用的なレベルにまで成長したようである。

## 単行本
- おざなりダンジョン 全17巻（学習研究社（現・学研ホールディングス 、 学研プラス）、ノーラコミックス） [シリーズ1作目]
  - 1巻 1989年4月24日発行 ISBN 4-05-103405-4
  - 2巻 1989年12月24日発行 ISBN 4-05-104357-6
  - 3巻 1990年7月6日発行 ISBN 4-05-104940-X
  - 4巻 1990年12月6日発行 ISBN 4-05-104948-5
  - 5巻 1991年6月6日発行 ISBN 4-05-105653-8
  - 6巻 1992年1月6日発行 ISBN 4-05-105787-9
  - 7巻 1992年5月6日発行 ISBN 4-05-106140-X
  - 8巻 1992年12月6日発行 ISBN 4-05-106151-5
  - 9巻 1993年4月6日発行 ISBN 4-05-600071-9
  - 10巻 1993年9月6日発行 ISBN 4-05-600287-8
  - 11巻 1994年3月6日発行 ISBN 4-05-600466-8
  - 12巻 1994年9月6日発行 ISBN 4-05-600682-2
  - 13巻 1995年4月6日発行 ISBN 4-05-600931-7
  - 14巻 1995年9月6日発行 ISBN 4-05-601040-4
  - 15巻 1996年2月6日発行 ISBN 4-05-601207-5
  - 16巻 1996年7月6日発行 ISBN 4-05-601345-4
  - 17巻 1997年1月6日発行 ISBN 4-05-601469-8
- なりゆきダンジョン 全3巻（学習研究社（現・学研ホールディングス、学研プラス）、ノーラコミックス） [シリーズ2作目]
  - 1巻 1997年9月6日発行 ISBN 4-05-601727-1
  - 2巻 1998年3月6日発行 ISBN 4-05-601835-9
  - 3巻 1998年10月7日発行 ISBN 4-05-601957-6
- おざなりダンジョン 全3巻（ビブロス、Meguコミックス） [復刻版]
  - 妖精の城編 2004年10月5日発行 ISBN 4-8352-1663-6
  - 天虹の城編 2004年11月5日発行 ISBN 4-8352-1672-5
  - 虚構の王座編 2004年12月5日発行 ISBN 4-8352-1683-0
    - （ノーラ版1～3、12巻より抜粋+新作SD漫画）

- なおざりダンジョン 全8巻（ジャイブ、CRコミックス） [シリーズ3作目]
  - 1巻 2006年2月13日発行（2月7日発売） ISBN 4-86176-186-7
  - 2巻 2006年11月12日発行（11月7日発売） ISBN 4-86176-351-7
  - 3巻 2007年5月11日発行 （5月7日発売）ISBN 978-4-86176-400-4
  - 4巻 2007年12月11日発行（12月7日発売） ISBN 978-4-86176-467-7
  - 5巻 2008年7月13日発行（7月7日発売） ISBN 978-486176-511-7
  - 6巻 2009年3月15日発行（3月7日発売） ISBN 978-4-86176-630-5
  - 7巻 2009年7月13日発行（7月7日発売） ISBN 978-4-86176-686-2
  - 8巻 2010年3月14日発行（3月6日発売） ISBN 978-4-86176-753-1
- おざなりダンジョンSpecial（ジャイブ、CRコミックス） [新装版]
  - 2008年7月?日発行（7月7日発売） ISBN 978-4-86176-544-5
    - 『おざなりダンジョン』よりギルドの街編+新作2話

- おざなりダンジョン 全10巻（ジャイブ、CRコミックス） [新装版]
  - 1巻 2009年3月15日発行（7月7日発売） ISBN 978-4-86176-631-2
  - 2巻 2009年3月15日発行（7月7日発売） ISBN 978-4-86176-632-9
  - 3巻 2009年4月?日発行（4月7日発売） ISBN 978-4-86176-647-3
  - 4巻 2009年4月?日発行（4月7日発売） ISBN 978-4-86176-648-0
  - 5巻 2009年5月?日発行（5月7日発売） ISBN 978-4-86176-658-9
  - 6巻 2009年5月?日発行（5月7日発売） ISBN 978-4-86176-659-6
  - 7巻 2009年6月?日発行（6月6日発売） ISBN 978-4-86176-669-5
  - 8巻 2009年6月?日発行（6月6日発売） ISBN 978-4-86176-670-1
  - 9巻 2009年7月13日発行（7月7日発売） ISBN 978-4-86176-687-9
  - 10巻 2009年7月13日発行（7月7日発売） ISBN 978-4-86176-688-6
    - 各巻に書き下ろしで『ナノnanoダンジョン レッド』（奇数巻）『ナノnanoダンジョン ブルー』（偶数巻）が収録。
    - ギルドの街編が直前に発行されたおざなりダンジョンSpecialに収録されたため、未収録となっているため注意が必要。3巻巻頭に注意書きあり。
- おざなりダンジョンTACTICS 全6巻 - （ジャイブ、CRコミックス） [シリーズ4作目]
  - 1巻 2010年10月15日発行（10月7日発売） ISBN 978-4-86176-791-3
  - 2巻 2011年4月15日発行（4月7日発売） ISBN 978-4-86176-839-2
  - 3巻 2011年10月15日発行（10月7日発売） ISBN 978-4-86176-865-1
  - 4巻 2012年5月15日発行（5月7日発売） ISBN 978-4-86176-891-0
  - 5巻 2012年11月15日発行（11月7日発売） ISBN 978-4-86176-897-2
  - 6巻 2013年6月15日発行（6月7日発売） ISBN 978-4-86176-902-3

- おざなりダンジョン クラウドパンゲア　＊クラウドファンディングから生まれたリブート作品。ネット配信のみ。
  - 1巻 2016年10月配信

## OVA 「おざなりダンジョン 風の塔」
1991年に東芝EMIより全3巻で発売、1993年にテレビ東京で放映された。

### スタッフ
- 原作・キャラクター原案 - こやま基夫
- 製作 - 本郷左智夫、宍戸史紀、加藤俊三
- 監督 - 青山弘
- 脚本 - 園田英樹、志茂文彦（第1巻・第2巻）
- キャラクターデザイン - 前田実
- 作画監督 - 滝口禎一
- レイアウト・エンディングアニメーション - 大塚康生
- 美術監督 - 井芹達朗（第1巻・第3巻）、平田秀一（第2巻）
- 撮影監督 - 長谷川肇
- 音響監督 - 山崎宏
- 音楽 - KAZZ TOYAMA & SECRET PLANS
- プロデューサー - 倉田幸雄、杉山潔、竹内孝次、鈴木克伸
- 協力 - スタジオジブリ[要出典]
- 制作協力 - テレコム・アニメーションフィルム
- 製作 - 学習研究社、東芝EMI、東京ムービー新社

### キャスト
- モカ：鈴木みえ
- ブルマン：頓宮恭子
- キリマン：こやま基夫
  - キャスティングはされているものの、元々キリマンはしゃべらないキャラクターであるためセリフは全くなく、従って作中でこやまの声を聞くことはできない。
- エスプリ：堀内賢雄
- ロゴス：郷里大輔
- グレートソウル：伊藤美紀
- ガゼル：徳丸完
- フォロン：水鳥鉄夫
- モーロウ：大滝進矢
- ギンガー：二又一成
- 神官：天野由梨
- 老神官：中村紀子子

### 主題歌
- オープニング 「もっとBe Myself」
- エンディング 「We are」
- 挿入歌 「翼ひろげて」
  - 作詞：SHOW／作曲、編曲：馬飼野康二／歌：三浦秀美

### サブタイトル
カッコ内はテレビ東京での放送日を表す。
- おざなりダンジョン 風の塔I「よろしくプレリュード（前奏曲）」1991年9月27日発売（1993年3月12日18：30 - 19：00放映）
- おざなりダンジョン 風の塔II「まだまだカプリッチオ（狂詩曲）」1991年11月27日発売（1993年3月19日18：30 - 19：00放映）
- おざなりダンジョン 風の塔III「おまたせコーダ（終章）」1991年12月20日発売（1993年3月26日18：30 - 19：00放映）

### サウンドトラック
- おざなりダンジョン 風の塔（TYCY-5174、東芝EMI 1991年8月30日 発売）

## 補足事項
- スーパーファミコン用のゲーム版が予定されていたが、開発中止になった。